# BB 1-80
Les BB 1 à 80 sont des locomotives électriques de l'ancienne compagnie Paris-Orléans, reprises par la SNCF à sa création.
Cette série fait partie des 200 locomotives pour service mixte commandées par le réseau d'Orléans lors de l'électrification de la ligne Paris - Vierzon ; elles sont mises en service entre 1924 et 1928. Plus tard, ces locomotives assurent des services variés en tête de rames voyageurs, parfois réversibles sur la banlieue sud-est de Paris, ou de trains de marchandises, qui conviennent mieux à leurs caractéristiques techniques. Dans les années 1960 et 1970, une vingtaine d'entre elles sont modifiées pour circuler en unités doubles indéformables sur la ligne de la Maurienne, alors alimentée par un troisième rail. La série est amortie entre 1969 (sauf sept locomotives, détruites dès 1944 dans les bombardements des dépôts où elles sont garées) et 1980. Un exemplaire, restauré dans son aspect originel, est exposé à la Cité du train à Mulhouse.

## Genèse de la série et caractéristiques techniques
Les compagnies ferroviaires françaises réalisent entre 1900 et 1917, sur leurs réseaux, des électrifications de lignes soit par troisième rail, soit par caténaire, avec des types de courant variés (continu, alternatif monophasé, à des tensions ou des fréquences diverses). Le 29 août 1920, une décision ministérielle impose le choix du courant continu à la tension de 1,5 kV pour les nouvelles lignes, mais aussi pour celles déjà électrifiées, qui doivent alors être modifiées.
C'est dans ce cadre que le PO engage en 1920 l'électrification de la ligne Paris-Vierzon, effective en 1926. À cet effet, il passe commande de 200 locomotives capables d'assurer des services mixtes (voyageurs et marchandises), réparties en quatre séries. Parmi elles se trouvent les 80 engins alors numérotés E-BB 1 à 80.
Les E-BB 1-80 s’inspirent, pour la partie mécanique, des locomoteurs Z 6001-6030 de l'État. Par contre, leur équipement électrique est directement adapté de la technologie américaine.
La locomotive est construite par la société d'études pour l'électrification des chemins de fer (SEECF). Elle est longue de 12,690 m et se compose d'une caisse unique solidaire du châssis. L'ensemble repose sur deux bogies de type BB qui reçoivent chacun deux moteurs General Electric GE 276. La suspension fait appel à des ressorts à lames et à hélice. L'équipement électro-pneumatique est fourni par Westinghouse. La masse en ordre de marche de la locomotive est de 72 tonnes ; sa puissance continue est de 972 kW, atteignant 1 236 kW en puissance unihoraire. Toute la série est prévue pour fonctionner en unité multiple ; à cet effet, outre les équipements de liaison et de câblage, une porte d'intercirculation, sur les faces frontales, permet de passer d'une locomotive à l'autre en marche. Dans la caisse, les équipements électriques, protégés par des panneaux grillagés, sont disposés de part et d'autre du couloir central qui relie les deux cabines de conduite.

Diagramme simplifié de la BB 37 dans sa configuration SNCF.

## Services assurés
Les quatre premières machines sont livrées en 1924, la dernière en 1928.

### Vers Bordeaux et Brive
Lors des premières livraisons, la ligne Paris-Vierzon n'est pas encore électrifiée. Les 21 premières locomotives livrées sont donc temporairement équipées de frotteurs pour circuler sous troisième rail sur la banlieue entre la gare d'Orsay et Juvisy. Ce n'est que le 22 décembre 1926 que la ligne Paris-Vierzon est intégralement électrifiée par caténaire. Les E-BB 1-80 sont alors intensivement mises à contribution, les premiers exemplaires livrés perdant peu à peu leur équipement de frotteurs. Toutefois, leur limitation de vitesse à 90 m/h — des essais visant à relever leur vitesse limite à 105 km/h n'ont pas de suite — et leur puissance insuffisante les handicapent pour la traction des rames de voyageurs qu'elles doivent pourtant remorquer, faute d'un parc suffisant de locomotives destinées à cet usage ; elles sont plus efficaces dans la traction de trains de marchandises. Elles ont tendance à se cabrer au démarrage, ce qui leur vaut leur surnom de « biquettes ». En outre, leur mise au point s'avère délicate, les moteurs de traction étant insuffisamment fiables et l'équipement Westinghouse sujet à de nombreuses pannes ; elles font l'objet de multiples modifications visant à résoudre ces problèmes. Au fil des électrifications, elles atteignent cependant Tours en 1933 et Brive-la Gaillarde en 1935.
Lors de la création de la SNCF en 1938, les locomotives, renumérotées BB 1-80, sont affectées à neuf dépôts différents. Outre leurs précédentes missions, elles descendent désormais jusqu'à Bordeaux. Pendant la Seconde Guerre mondiale, en octobre 1943, elles sont regroupées aux dépôts d'Orléans, Tours-Saint-Pierre et Vierzon mais les bombardements alliés, en 1944, détruisent sept de ces machines, deux rattachées au dépôt d'Orléans, quatre à celui de Tours-Saint-Pierre et une à celui de Vierzon. D'autres unités sont endommagées, mais elles sont progressivement réparées après la fin du conflit.

### Sur la banlieue sud-est de Paris

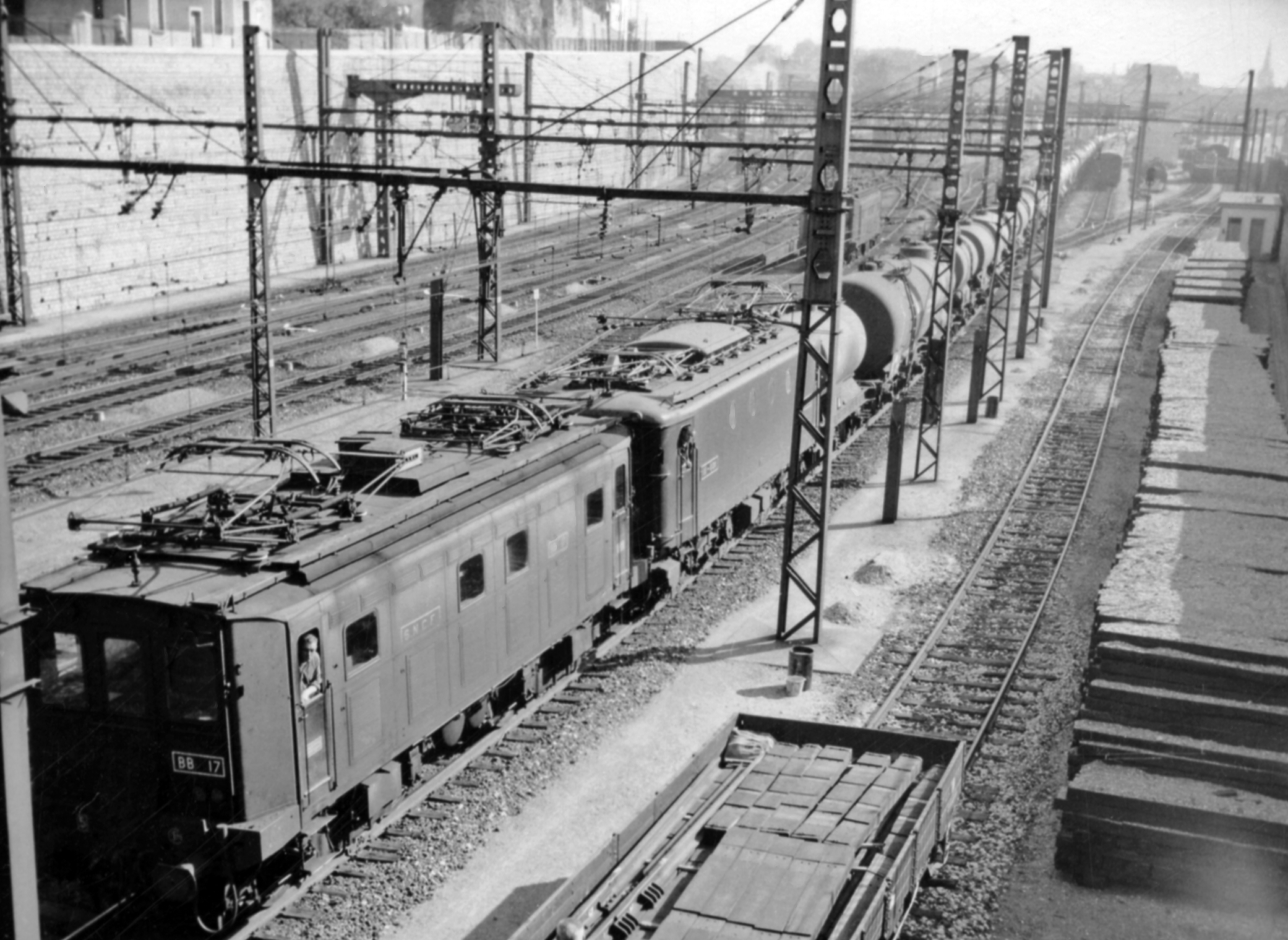
La BB 17 en tête d'un train complet de wagons-citernes.

À la fin de la Seconde Guerre mondiale, la série se trouve réduite à 73 unités. En 1950, certaines d'entre elles sont engagées sur la banlieue sud-est de Paris, au départ de la gare de Lyon, avec des rames réversibles ; une de leur cabine de conduite est vidée de ses appareillages qui sont reportés à l'autre extrémité de la rame, dans la voiture-pilote. Dix-huit machines sont ainsi modifiées et affectées au dépôt de Paris-Lyon. Cinq ans plus tard, la livraison d'éléments Z 5100 à Paris-Lyon permet de libérer les BB 1-80 réversibles qui sont envoyées à Lyon. Sur le Sud-Ouest, les locomotives circulent presque exclusivement en tête de trains de marchandises vers Vierzon ou Tours.

### Sur la ligne de la Maurienne
Dès la fin des années 1950, la signature du traité de Rome provoque une forte augmentation du trafic franco-italien sur la ligne de la Maurienne. Des renforts en matériel de traction sont nécessaires sur cet axe alimenté par troisième rail. En l'absence d'autres locomotives immédiatement disponibles, le recours à des BB 1-80 s'avère concevable à condition de faire circuler les locomotives en unité double indéformable équipée de frotteurs à ses extrémités. Cette disposition permet à l'ensemble d'être suffisamment long (25,380 m) pour franchir les coupures du troisième rail au niveau des appareils de voie sans interrompre son alimentation électrique. De plus la puissance de l'unité double atteint près de 2 000 kW,.
Des BB 1-80 du dépôt de Lyon-Mouche sont rendues disponibles par l'arrivée des BB 9400, plus modernes et plus puissantes. Les modifications, effectuées sur les locomotives aux ateliers d'Oullins et au dépôt de Dole, portent sur le montage de frotteurs aux deux extrémités de l'ensemble, d'équipements électroniques de contrôle et du freinage par récupération, la dépose des deux pantographes d'extrémité et la mise hors-service des cabines se faisant face. Entre 1961 et 1968, ce sont onze « unités Maurienne » (soit 22 locomotives) qui sont ainsi constituées et affectées au dépôt de Chambéry. Les unités Maurienne circulent seules ou accouplées par deux ou trois ; très polyvalentes, leurs services sont appréciés mais, en 1976, le remplacement du troisième rail par la caténaire sur cet axe permet à toutes les locomotives à courant continu d'y circuler. Les unités Maurienne perdent leur intérêt et, vieillissantes, elles sont radiées en 1979, leurs services étant repris par des BB 8100 récemment mutées à Chambéry et dont la puissance est supérieure à celle des unités Maurienne.

### Fin de la série
Les BB 1-80 hors unités Maurienne circulent sur la grande banlieue sud-est de Paris ou sont affectées à des manœuvres entre les gares ; quelques trains de marchandises leur sont encore alloués. Les locomotives aptes à la réversibilité descendent encore de Paris-Lyon à Laroche - Migennes. Les locomotives basées à Villeneuve-Saint-Georges assurent des navettes ouvrières avant de rejoindre Lyon entre 1970 et 1976.
Exception faite des sept locomotives détruites dans les bombardements et réformées dès 1944, les premières radiations interviennent en 1969, les dernières en 1980. Les locomotives « ordinaires », qui ne sont pas aptes à la réversibilité ou qui ne sont pas engagées dans des unités Maurienne disparaissent les premières, en 1976. Parmi elles, la BB 17, radiée dès 1971, sert de laboratoire roulant à un équipement de hacheurs.

## Dépôts titulaires
Au cours de sa carrière, la série fréquente, toutes époques confondues, seize dépôts différents.
| année | Paris-Ivry | Juvisy | Orléans | Argenton | Saint-Sulpice | Limoges | Tours-Saint-Pierre | Vierzon | Dijon-Perrigny | Paris-Lyon | Paris sud-ouest | Chambéry | Lyon-Mouche | Villeneuve | TOTAL |
| ----- | ---------- | ------ | ------- | -------- | ------------- | ------- | ------------------ | ------- | -------------- | ---------- | --------------- | -------- | ----------- | ---------- | ----- |
| 1938  | 1          | 6      | 22      | 3        | 2             | 12      | 15                 | 19      |                |            |                 |          |             |            | 80    |
| 1949  |            |        | 14      |          |               | 32      | 27                 |         |                |            |                 |          |             |            | 73    |
| 1955  |            |        | 18      |          |               |         | 1                  |         | 5              | 22         | 14              |          | 10          | 3          | 73    |
| 1965  |            |        |         |          |               |         |                    |         |                |            |                 | 40       | 13          | 20         | 73    |
| 1975  |            |        |         |          |               |         |                    |         |                |            |                 | 24       | 5           | 3          | 32    |
| 1978  |            |        |         |          |               |         |                    |         |                |            |                 | 7        | 4           |            | 11    |

## Machine conservée
La BB 36, radiée en 1973 au dépôt de Lyon-Mouche, est restaurée au début des années 1980 par les ateliers de Brive. Elle est alors remise à son type PO d'origine sous l'immatriculation E-BB 36 puis exposée à la Cité du train de Mulhouse.

## Modélisme

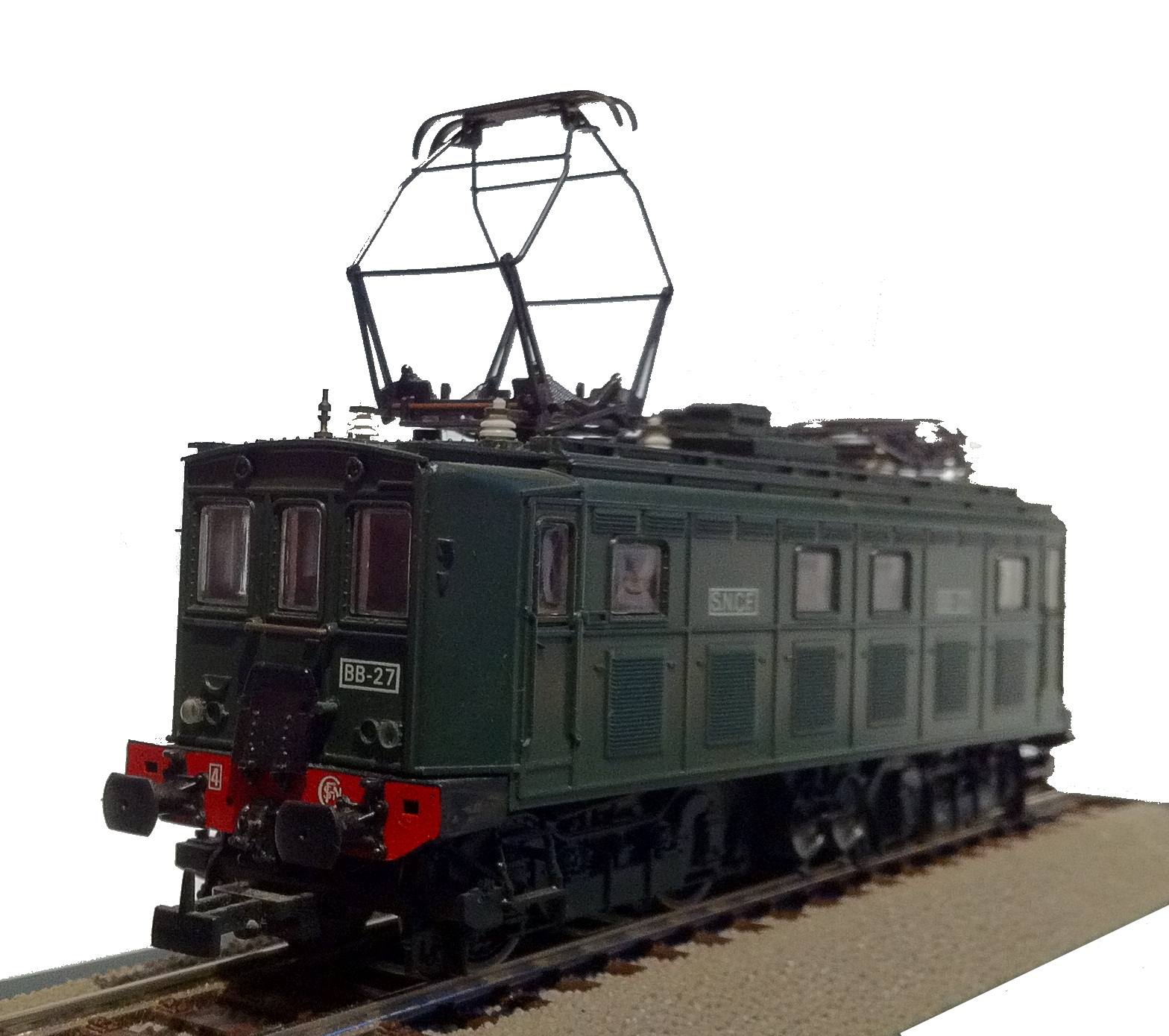
BB 27 miniature (Jouef)

Plusieurs fabricants de modèles réduits ont proposé la BB 1-80, toujours à l'échelle HO.
La firme AS propose, dès 1984, une BB 1-80.
La BB 27 (réf. 8348), est reproduite par Jouef en 1985. Un autre modèle est sorti en 1992 dans la version d'origine PO, la E-BB 63 (réf. 8353). Il existe également une version beaucoup plus rare, la E-BB 36 (date de sortie et référence inconnues).
En 2014 le type BB 1-80 est reproduit par la firme Mistral Trains Models en de nombreuses immatriculations, en unité simple et en unité multiple indéformable fixe.